# Macrolobium stenopetalum
Macrolobium stenopetalum är en ärtväxtart som beskrevs av Gerda Jane Hillegonda Amshoff. Macrolobium stenopetalum ingår i släktet Macrolobium och familjen ärtväxter. IUCN kategoriserar arten globalt som sårbar. Inga underarter finns listade i Catalogue of Life.